# Kristen Dalton (Schauspielerin)
Kristen Dalton (* 14. Februar 1973 in San Diego County, Kalifornien; gebürtig Kristen V. Hocking) ist eine US-amerikanische Schauspielerin.

## Leben
Die Schauspielerin debütierte an der Seite von Kurt Russell und Sylvester Stallone in der Actionkomödie Tango und Cash aus dem Jahr 1989. Im Fernsehthriller Bittersüße Vergeltung (1994) spielte sie neben Virginia Madsen eine der größeren Rollen. Im Independentthriller Die Wölfe (1995) spielte sie neben Darren Dalton, den sie heiratete. Im gleichen Jahr übernahm sie – neben Adam Baldwin – eine größere Rolle im SF-Actionfilm Digital Man. Im Actionthriller Judge Man (1996) war sie neben Christopher Thomas Howell und Jeff Fahey zu sehen.
In der Filmbiografie Gleason (2002) spielte Dalton eine größere Rolle an der Seite von Brad Garrett und Saul Rubinek. In den Jahren 2002 bis 2006 trat sie in der Fernsehserie Dead Zone auf. Im Thriller Departed – Unter Feinden (2006) spielte sie die Freundin von Frank Costello (Jack Nicholson).

## Filmografie (Auswahl)
- 1989: Tango und Cash (Tango & Cash)
- 1993: Lebendig begraben – Mord auf Sendung (Every Breath)
- 1994: Bittersüße Vergeltung (Bitter Vengeance, Fernsehfilm)
- 1994: Family Album (Fernsehfilm)
- 1995: Die Wölfe (The Wolves)
- 1995: Im Netz der Verführung (Hourglass)
- 1995: Digital Man
- 1996: Judge Man (The Sweeper)
- 1997: Mordmotiv: Mutterliebe (Mother Knows Best, Fernsehfilm)
- 1997: Hollywood Undercover (Hollywood Confidential)
- 1998: A Night at the Roxbury
- 2000: They Nest – Tödliche Brut (They Nest)
- 2001: Lovely & Amazing
- 2001: Surviving Gilligan’s Island: The Incredibly True Story of the Longest Three Hour Tour in History (Fernsehfilm)
- 2002: Gleason (Fernsehfilm)
- 2002–2006: Dead Zone (The Dead Zone, Fernsehserie, 16 Folgen)
- 2003: Stargate – Kommando SG-1 (Stargate SG-1, Fernsehserie, Folge "Resurrection")
- 2006: Scarlett (Fernsehfilm)
- 2006: Departed – Unter Feinden (The Departed)
- 2008: Babysitter Wanted
- 2011: The Perfect Family
- 2011: Finding Hope
- 2012: Jack Reacher
- 2012: The Cottage
- 2012: A Dangerous Place
- 2012: Last Day on Earth
- 2014: 10.0 – Das Erdbeben-Inferno (10.0 Earthquake)
- 2017: Steel Rain (강철비)
- 2020: Steel Rain 2: Summit (강철비 2: 정상회담)